# 百年物語〜The Complete Best〜
『百年物語〜The Complete Best〜』（ひゃくねんものがたり・ザ・コンプリート・ベスト）は、日本のロックバンド・100%FREEが2013年12月18日にpure:infinityから発売した1枚目のコンピレーションアルバムである。

## 内容
前作『JET!JET!!JET!!!』から2年8ヶ月ぶりのアルバムにして最後の作品。また、初の2枚組アルバムでもある。
今作はドラムス担当のKAZが脱退の申し出をしたことから解散することになり発売された2枚組のコンピレーションアルバムで、DISC1は今まで発表してきた楽曲から選出されたベストアルバム、DISC2はライブ会場限定シングル「366 僕らのDAYS」を含む未発表の楽曲を収録したオリジナルアルバムで構成されている。
メジャーデビュー以降初めてオリコン圏外になってしまった。

## 収録曲

### DISC1
1. Emotional∞TANK!!
作詞：Tack・Ko-KI　作曲：SIG　編曲：100%FREE
1st配信限定シングルの表題曲。
2. DIAMOND FIREBALL
作詞：Tack・Ko-KI　作曲：SIG　編曲：100%FREE
2nd配信限定シングルの表題曲。
3. SURVIVAL SPIRITS
作詞：Tack・Ko-KI　作曲：SIG　編曲：100%FREE
1stミニアルバム『Hundred Percent Free』収録曲。
4. Believer
作詞：Tack・Ko-KI　作曲：SIG　編曲：100%FREE
3rd配信限定シングルの表題曲。
5. Super Star
作詞：Tack・Ko-KI・L(R)UCCA　作曲：SIG　編曲：100%FREE
2ndミニアルバム『REBOOT』収録曲。
6. UNITE
作詞：Tack・Ko-KI　作曲：SIG　編曲：100%FREE
2ndミニアルバム『REBOOT』収録曲。
7. Hello Mr. my yesterday
作詞：Tack・Ko-KI・L(R)UCCA　作曲：TAKA　編曲：寺地秀行、100%FREE
1stシングルの表題曲。
8. Boom Boom Dreamer
作詞：Tack・Ko-KI・L(R)UCCA　作曲：SIG　編曲：寺地秀行・100%FREE
1stシングルのカップリング曲。
9. 迷子 to MYSELF
作詞：Ko-KI・SIG　作曲：SIG　編曲：寺地秀行・100%FREE
2ndシングルの表題曲。
10. ROCK CLIMBER
作詞：Ko-KI・SIG　作曲：SIG　編曲：寺地秀行・100%FREE
3rdシングルの表題曲。
11. 十五夜クライシス 〜君に逢いたい〜
作詞：Tack・Ko-KI・L(R)UCCA　作曲：SIG　編曲：寺地秀行・100%FREE
4thシングルの表題曲。
12. knock
作詞：Ko-KI・SIG　作曲：SIG　編曲：寺地秀行・100%FREE
3rdシングルのカップリング曲。

### DISC2
1. Listen
作詞：Tack・Ko-KI・L(R)UCCA　作曲：SIG　編曲：寺地秀行・100%FREE
2. 366 僕らのDAYS
作詞：Tack・Ko-KI・L(R)UCCA　作曲：SIG　編曲：coba84・100%FREE
ライブ会場限定シングルの表題曲。
3. Daybreak
作詞：Tack・Ko-KI・L(R)UCCA　作曲：SIG　編曲：寺地秀行・100%FREE
4. VIVA la FEVER
作詞：Tack・Ko-KI・L(R)UCCA　作曲：SIG　編曲：100%FREE
ライブ会場限定シングルのカップリング曲。
5. Joy to Space!
作詞：Tack・Ko-KI・L(R)UCCA　作曲：SIG　編曲：100%FREE
6. Jumper
作詞：Tack・Ko-KI・L(R)UCCA　作曲：SIG　編曲：100%FREE
7. Snowfall
作詞：Tack・Ko-KI・L(R)UCCA　作曲：SIG　編曲：寺地秀行・100%FREE
8. 100年物語
作詞：Tack・Ko-KI・L(R)UCCA　作曲：SIG　編曲：寺地秀行・100%FREE
今作の表題曲。
9. ワールドエンドの鐘が鳴る前に
作詞：Tack・Ko-KI・L(R)UCCA　作曲：SIG　編曲：寺地秀行・100%FREE
10. 100通りのYELL
作詞：Tack・Ko-KI・L(R)UCCA　作曲：SIG　編曲：寺地秀行・100%FREE